# Sergio García Fernández
Sergio García Fernández (Castellón de la Plana, 9 gennaio 1980) è un golfista spagnolo.
Soprannominato El Niño (il bambino) e professionista dal 1999, è membro del PGA Tour e dello European Tour. Dopo la sua vittoria all'HSBC Champions del 2008 ha raggiunto la posizione di n° 2 al mondo dietro Tiger Woods, ed è attualmente il n° 128 al mondo. Nel 2016 è riuscito a coronare la sua nona vittoria sul PGA Tour, vincendo il AT&T Byron Nelson. Nel 2017 ha vinto l'Augusta Masters dopo uno straordinario duello con l'inglese Justin Rose, terminato allo spareggio.

## Carriera
Inizia a giocare a golf all'età di 3 anni al "Club de Campo del Mediterráneo", dove il padre Victor era maestro. A 12 è già campione del suo circolo, quattro anni dopo diventa il più giovane giocatore a passare il taglio in un evento dello European Tour, nel Turespaña Open Mediterranea del 1995. Questo record venne battuto dall'amateur Jason Hark nell'UBS Hong Kong Open. Nello stesso anno Garcìa diventa il più giovane giocatore a vincere European Amateur Champioship. Nella sua carriera da dilettante vince di tutto: dal Topolino World Junior Championship (1994), al campionato europeo (1995), al British Amateur (1998).
Passa professionista nel 1999 dopo aver vinto il titolo di miglior dilettante all'Augusta Masters, aver raggiunto un hcp di +5,4 e una media in match-play ufficiali di 32 vittorie e una sola sconfitta. Nel suo primo anno da pro, si fa subito notare con uno spettacolare testa a testa con Tiger Woods al PGA Championship del 1999, dove si è esibito nel suo colpo più famoso: uno slice intenzionale da dietro un albero con palla che finisce in green e García che corre e salta per vederne l'atterraggio. García è sempre stato uno dei più forti giocatori da tee a green, con uno swing molto caratteristico. È una delle colonne portanti della squadra europea di Ryder Cup, nella quale ha all'attivo 6 vittorie (2002, 2004, 2006, 2012, 2014, 2018) in 9 partecipazioni e ha stabilito il record di più giovane partecipante al torneo (nell'edizione del 1999).

## Vittorie professionali (37)

### PGA Tour vittorie (11)
| Legenda                   |
| ------------------------- |
| Tornei Major (1)          |
| Players Championships (1) |
| Altri PGA Tour (9)        |

| No. | Data           | Tornei                        | Punteggio di vittoria | Margine | Secondo                               |
| --- | -------------- | ----------------------------- | --------------------- | ------- | ------------------------------------- |
| 1   | 20 maggio 2001 | MasterCard Colonial           | −13 (69-69-66-63=267) | 2 colpi | Brian Gay, Phil Mickelson             |
| 2   | 25 giugno 2001 | Buick Classic                 | −16 (68-67-66-67=268) | 3 colpi | Scott Hoch                            |
| 3   | 6 gennaio 2002 | Mercedes Championships        | −18 (73-69-68-64=274) | Playoff | David Toms                            |
| 4   | 16 maggio 2004 | EDS Byron Nelson Championship | −10 (66-68-65-71=270) | Playoff | Robert Damron, Dudley Hart            |
| 5   | 13 giugno 2004 | Buick Classic (2)             | −12 (70-67-68-67=272) | Playoff | Pádraig Harrington, Rory Sabbatini    |
| 6   | 12 giugno 2005 | Booz Allen Classic            | −14 (71-68-66-65=270) | 2 colpi | Ben Crane, Davis Love III, Adam Scott |
| 7   | 11 maggio 2008 | The Players Championship      | −5 (66-73-73-71=283)  | Playoff | Paul Goydos                           |
| 8   | 20 agosto 2012 | Wyndham Championship          | −18 (67-63-66-66=262) | 2 colpi | Tim Clark                             |
| 9   | 22 maggio 2016 | AT&T Byron Nelson (2)         | −15 (63-66-68-68=265) | Playoff | Brooks Koepka                         |
| 10  | 9 aprile 2017  | Masters Tournament            | −9 (71-69-70-69=279)  | Playoff | Justin Rose                           |
| 11  | 4 ottobre 2020 | Sanderson Farms Championship  | −19 (68-68-66-67=269) | 1 colpo | Peter Malnati                         |

## Tornei Major

### Vittorie (1)
| Anno | Campionato         | 54 buche      | Punteggio di vittoria | Margine  | Secondo     |
| ---- | ------------------ | ------------- | --------------------- | -------- | ----------- |
| 2017 | Masters Tournament | Tied dal lead | −9 (71-69-70-69=279)  | Playoff1 | Justin Rose |

1Ha sconfitto Rose in un playoff: García (3), Rose (5).